# Фриго, Дарио
Дарио Фриго (итал. Dario Frigo; род. 18 сентября 1973, Саронно, Италия) — итальянский профессиональный шоссейный велогонщик. Победитель этапов Джиро д’Италия и Тур де Франс.

## Биография
Утром 13 июля 2005 года был арестован полицией перед стартом 11-го этапа Тур де Франс. Ранее в машине его супруги были найдены 10 доз эритропоэтина.

## Победы
| 1999 - Dekra Open — этап 1 и генеральная классификация 2000 - Тур Кампании 2001 - Париж — Ницца — этап 6 и генеральная классификация - Тур Романдии — генеральная классификация - Джиро д’Италия — этап 15 2002 - Чемпионат Италии: - Чемпион в индивидуальной гонке на время - групповая гонка — 2-е место - Тур Романдии — этап 2 и генеральная классификация - Тур де Франс — этап 17 - Чемпионат Цюриха - Восхождение на Уркиолу | 2003 - Вуэльта Комунидад Валенсианы — этап 2 и генеральная классификация - Париж — Ницца — этап 4 - Неделя Каталонии — этап 4 и генеральная классификация - Джиро д’Италия — этап 18 2005 - Тур Люксембурга — этап 3 |

## Статистика выступлений наГранд Турах
| Гранд Тур | 1997 | 1998 | 1999 | 2000 | 2001 | 2002 | 2003 | 2004 | 2005 |
| --------- | ---- | ---- | ---- | ---- | ---- | ---- | ---- | ---- | ---- |
| Джиро     | -    | -    | -    | 13   | сход | 10   | 7    | -    | -    |
| Тур       | сход | -    | -    | -    | -    | 22   | -    | -    | сход |
| Вуэльта   | -    | сход | сход | -    | -    | -    | 21   | -    | -    |